# Kfar Menachem
Kfar Menachem (hebrejsky כְּפַר מְנַחֵם, doslova „Menachemova vesnice“, v oficiálním přepisu do angličtiny Kefar Menahem, přepisováno též Kfar Menahem) je vesnice typu kibuc v Izraeli, v Jižním distriktu, v Oblastní radě Jo'av.

## Geografie
Leží v nadmořské výšce 116 metrů na okraji pobřežní nížiny, v regionu Šefela.
Obec se nachází 20 kilometrů od břehu Středozemního moře, cca 38 kilometrů jihojihovýchodně od centra Tel Avivu, cca 38 kilometrů jihozápadně od historického jádra Jeruzalému a 8 kilometrů východně od města Kirjat Mal'achi. Kfar Menachem obývají Židé, přičemž osídlení v tomto regionu je etnicky převážně židovské. Výjimkou je malá arabská vesnice al-Azi 2 kilometry jihozápadně odtud.
Kfar Menachem je na dopravní síť napojen pomocí lokální silnice číslo 383. Západně od vesnice probíhá železniční trať z Tel Avivu do Beerševy, která zde ale nemá stanici. Podél západního okraje kibucu vede také dálnice číslo 6 (Transizraelská dálnice).

## Dějiny
Kfar Menachem byl založen v roce 1937. Pojmenován je podle sionistického aktivisty Menachema Usiškina. Osadnická skupina se utvořila již roku 1932 a pobývala pak několik let v dnešním centrálním Izraeli. Kibuc vznikl jako opevněná osada typu Hradba a věž 28. července 1937, ale první osadníci se zde neudrželi. Roku 1939 je nahradila nová osadnická skupina. Šlo o Židy z Polska a USA. Ti zde trvalé osídlení zřídili 6. prosince 1939.
Během války za nezávislost v roce 1948 tuto oblast ovládla izraelská armáda a tehdy skončilo i arabské osídlení v tomto regionu, s výjimkou rodiny al-Azi, která měla s obyvateli kibucu přátelské styky a její osada zůstala zachována.
Koncem 40. let měl kibuc rozlohu katastrálního území 4 771 dunamů (4,771 kilometrů čtverečních). V 50. letech 20. století byl kibuc jedním z předních producentů drůbeže v Izraeli. Na přelomu 20. a 21. století prošel privatizací a zbavil se prvků kolektivismu v hospodaření. Obec plánuje stavební expanzi (150 nových rodinných domů, z nichž 100 je již uváděno jako obydlených). Velká část obyvatel pracuje mimo obec, část se nadále zabývá zemědělstvím (chov drůbeže, polní plodiny, sadovnictví). Funguje tu regionální střední škola, plavecký bazén, zdravotní středisko a kulturní středisko.

## Demografie
Podle údajů z roku 2014 tvořili naprostou většinu obyvatel v Kfar Menachem Židé – cca 1200 osob (včetně statistické kategorie "ostatní", která zahrnuje nearabské obyvatele židovského původu ale bez formální příslušnosti k židovskému náboženství, cca 1300 osob).
Jde o menší obec vesnického typu s  populací, která po dlouhodobé stagnaci začala po roce 2006 prudce narůstat. K 31. prosinci 2014 zde žilo 1275 lidí. Během roku 2014 populace stoupla o 2,7 %.
| Rok            | 1948 | 1961 | 1972 | 1983 | 1995 | 2001 | 2003 | 2004 | 2005 | 2006 | 2007 | 2008 | 2009 | 2010 | 2011 | 2012 | 2013 | 2014 |
| -------------- | ---- | ---- | ---- | ---- | ---- | ---- | ---- | ---- | ---- | ---- | ---- | ---- | ---- | ---- | ---- | ---- | ---- | ---- |
| Počet obyvatel | 389  | 570  | 576  | 598  | 522  | 460  | 452  | 462  | 458  | 480  | 568  | 682  | 945  | 1041 | 1156 | 1213 | 1242 | 1275 |